# Рангендинген
Рангендинген (њем. Rangendingen) општина је у њемачкој савезној држави Баден-Виртемберг. Једно је од 25 општинских средишта округа Цолерналб. Према процјени из 2010. у општини је живјело 5.270 становника. Посједује регионалну шифру (AGS) 8417051.

## Географски и демографски подаци
Рангендинген се налази у савезној држави Баден-Виртемберг у округу Цолерналб. Општина се налази на надморској висини од 421 метра. Површина општине износи 21,7 km². У самом мјесту је, према процјени из 2010. године, живјело 5.270 становника. Просјечна густина становништва износи 243 становника/km².